# Barrage de Manyas
Le barrage de Manyas est un barrage en Turquie.